# Bubertré
Bubertré ist eine Ortschaft und eine ehemalige französische Gemeinde mit 127 Einwohnern (Stand: 1. Januar 2022) im Département Orne in der Region Normandie. Sie gehörte zum Arrondissement Mortagne-au-Perche und zum Kanton Tourouvre. Die Einwohner werden Bubertois genannt.
Mit Wirkung vom 1. Januar 2016 wurden die bisherigen Gemeinden Autheuil, Bivilliers, Bresolettes, Bubertré, Champs, Lignerolles, La Poterie-au-Perche, Prépotin, Randonnai und Tourouvre zu einer Commune nouvelle mit dem Namen Tourouvre au Perche zusammengeschlossen und haben in der neuen Gemeinde den Status einer Commune déléguée. Der Verwaltungssitz befindet sich im Ort Tourouvre.

## Geographie
Bubertré liegt am Südrand eines bewaldeten Plateaus auf ca. 300 m über dem Meer in der Landschaft Perche. Hier entspringt der Fluss Avre.

## Bevölkerungsentwicklung
| Jahr                       | 1962 | 1968 | 1975 | 1982 | 1990 | 1999 | 2006 | 2012 |
| Einwohner                  | 199  | 167  | 149  | 117  | 115  | 146  | 154  | 140  |
| Quellen: Cassini und INSEE |      |      |      |      |      |      |      |      |

## Sehenswürdigkeiten
- Kirche Saint-Michel aus dem 17. Jahrhundert, Monument historique